# L'Histoire du cinéma 16
Pour plus de détails, voir Fiche technique et Distribution.
L'Histoire du cinéma 16 est un film belge de Jean-Jacques Rousseau réalisé en 1982.
L'Histoire du cinéma 16 est, selon son auteur, « un film autocritique du réalisateur autodidacte Jean-Jacques Rousseau. Ce film illustre les problèmes du cinéma non professionnel : concurrence de la vidéo, chômage, crises, faillites. Le cinéaste a tourné avec des moyens précaires et limités. Tournage laborieux avec une équipe psycho-dramatique de comédiens improvisés. Il s'agit d'une satire du cinéma 16 et d'une histoire abstraite à base d'intuitions symboliques. C'est le testament de l'auteur Jean-Jacques Rousseau ». Il s'agit d'une mise en abyme de l'auteur qui revient sur toutes les critiques dont il a été l'objet au cours de sa carrière.

## Synopsis
Jean-Jacques Rousseau vient de terminer son dernier film, tourné dans des conditions indignes. Il se prépare à le montrer aux critiques cinéma d'un journal local. Le cinéaste lance les premières images mais celles-ci révèlent tous les problèmes que peut rencontrer un cinéaste non professionnel.

## Fiche technique
- Titre : L'Histoire du cinéma 16
- Réalisation : Jean-Jacques Rousseau
- Scénario : Victor Sergeant
- Photographie : Jean-Jacques Rousseau
- Montage : Jean-Jacques Rousseau
- Production : Jean-Jacques Rousseau
- Société de production : Ciné Calibre 16
- Pays :  Belgique
- Genre : Comédie
- Durée : 60 minutes
- Dates de sortie : 
  - Belgique : 1982